# Dolina Wodącej

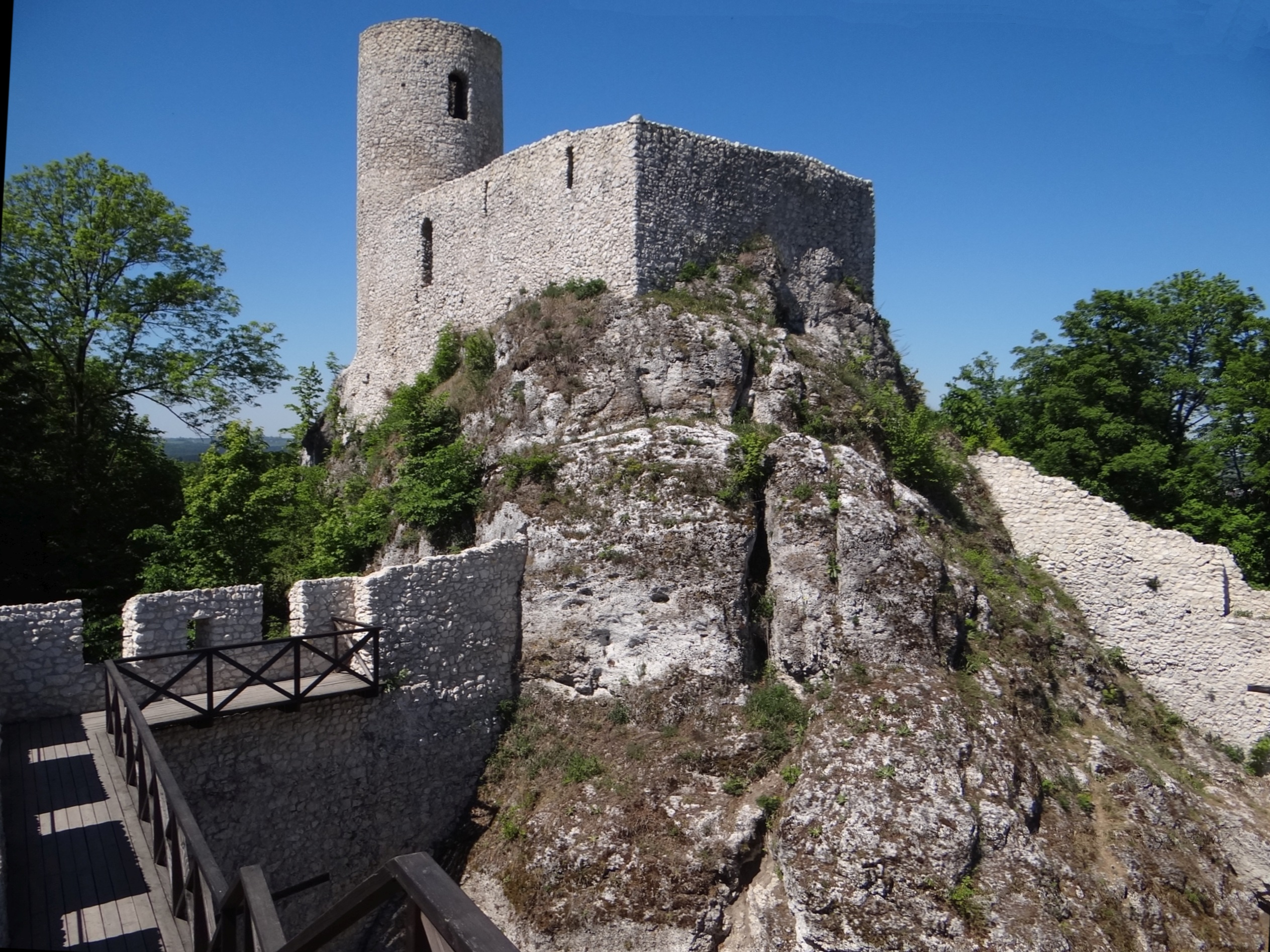
Zamek w Smoleniu

Dolina Wodącej lub Dolina Wodąca – dolina położona na Wyżynie Krakowsko–Częstochowskiej w pobliżu Pilicy, między wsią Smoleń (województwo śląskie) a wsią Domaniewice (województwo małopolskie). Cechą charakterystyczną wyróżniającą tę dolinę spośród innych dolin jurajskich jest brak cieku wodnego. Dolinę Wodącej otaczają liczne wzgórza z wapiennymi ostańcami. Orograficznie lewe zbocza tworzą wzniesienia: wzgórze bezimienne, Pociejówka, Oparanica, Zegarowe Skały, Strzegowa Skała, Grodzisko Chłopskie i Grodzisko Pańskie. Prawe zbocza tworzy Góra Zamkowa, na której znajdują się ruiny zamku w Smoleniu, i ciąg biegnących od niej w południowym kierunku bezimiennych wzniesień.
Najbardziej charakterystyczne miejsca to Zegarowe Skały (z Jaskinią Zegarową i Jaskinią Jasną), skała Biśnik (z Jaskinią na Biśniku i Jaskinią Psią), Grodzisko Pańskie i Grodzisko Chłopskie. Od strony Smolenia nad doliną górują ruiny gotyckiego zamku. U wylotu doliny od strony Domaniewic znajduje się niewielkie źródło Tarnówki.
W dolinie znaleziono najstarsze w Polsce ślady obecności człowieka, pochodzące sprzed 150–120 tys. lat, a nawet dawniej. Wciąż trwają badania archeologiczne w Jaskini na Biśniku. Na Grodzisku Pańskim, a także Grodzisku Chłopskim istniały w średniowieczu fortyfikacje obronne.
Dolina została przygotowana dla ruchu turystycznego. Przecinają ją liczne szlaki jurajskie.

## Piesze szlaki turystyczne
Szlak Orlich Gniazd: Olkusz – ruiny zamku w Rabsztynie – Januszkowa Góra – Jaroszowiec Olkuski – Golczowice – Bydlin – Zegarowe Skały – ruiny zamku w Smoleniu – Pilica 

 Szlak Warowni Jurajskich: Wolbrom – Dłużec – Zegarowe Skały – Ryczów – Podzamcze – Ogrodzieniec

 Szlak Jaskiniowców – utworzony 2005 roku w obrębie Skał zielony szlak o długości dziesięciu kilometrów, łączący najciekawsze turystycznie miejsca grupy. Szlak został utworzony z inicjatywy Centrum Kultury w Wolbromiu, a sfinansowany ze środków Urzędu Marszałkowskiego w Krakowie. Uwaga. W pewnej części szlak przebiega przez grunty prywatne. Autor szlaku nie uzgodnił jego przebiegu z ich właścicielami.